# Амурска есетра
Амурската есетра (Acipenser schrenckii) е вид лъчеперка от семейство Есетрови (Acipenseridae). Видът е критично застрашен от изчезване.

## Разпространение
Разпространен е в Китай и Русия.

## Описание
На дължина достигат до 3 m, а теглото е около 190 kg.
Продължителността им на живот е около 60 години. Популацията им е намаляваща.